# Чернавский мост
Черна́вский мост — автомобильный и пешеходный мост в Воронеже. Из центра города к мосту выходит улица Степана Разина. Имеет 6 опор. Длина моста — 364 метра.

## История
В 1768 году Чернавский мост был упомянут как деревянный. В 1820-х годах была замощена камнем Придаченская дамба, а сам мост был перестроен на надёжных сваях. В 1909 году был построен бетонный Чернавский мост, который стал одним из символов города.

### Советский период
Во время Великой Отечественной войны в июне 1942 года мост был разрушен. Новый Чернавский мост был введён в эксплуатацию 14 октября 1959 года. В 1972 году на реке Воронеж было создано Воронежское водохранилище, которое стало серьёзной проблемой для моста: опоры начали разрушаться, так как при их строительстве использовались солевые добавки-пластификаторы. В 1989 году состояние моста было признано аварийным.

### Реконструкция
В целях безопасности движение с правого берега на левый (из Центрального района в Левобережный) было перенесено на встречную полосу. Реконструкция Чернавского моста была начата в 1990 году. Работы разделили на три этапа. На первом осуществляли возведение временного моста, работы были окончены к 1996 году. На втором — проводился демонтаж существующего аварийного моста. На третьем — возведение новых опор с учётом перемещения проезжей части от временного моста. Все работы должны были закончиться в 2003 году, однако из-за проблем с финансированием реконструкция затянулась на 19 лет. Временный мост эксплуатировался до 1 декабря 2008 года, когда была открыта первая очередь нового моста.
Движение осуществлялось по двухполосной части моста, которая сейчас используется для переезда на левый берег города. Временный мост был демонтирован.
- В сентябре 2009 года были проведены успешные тестовые испытания, которые не выявили никаких нарушений в новой линии моста[3]. Так же был начат монтаж контактной сети для троллейбуса.
- По данным 24 сентября 2009 года на реконструкцию Чернавского моста было потрачено более 1,2 млрд рублей[3].

24 октября 2009 года после 19-летней реконструкции Чернавский мост был открыт для движения. Машины могут ездить по нему по трем полосам в каждом направлении. Работы финансировались по федеральной программе, которая охватывает 20 регионов России.

## Галерея

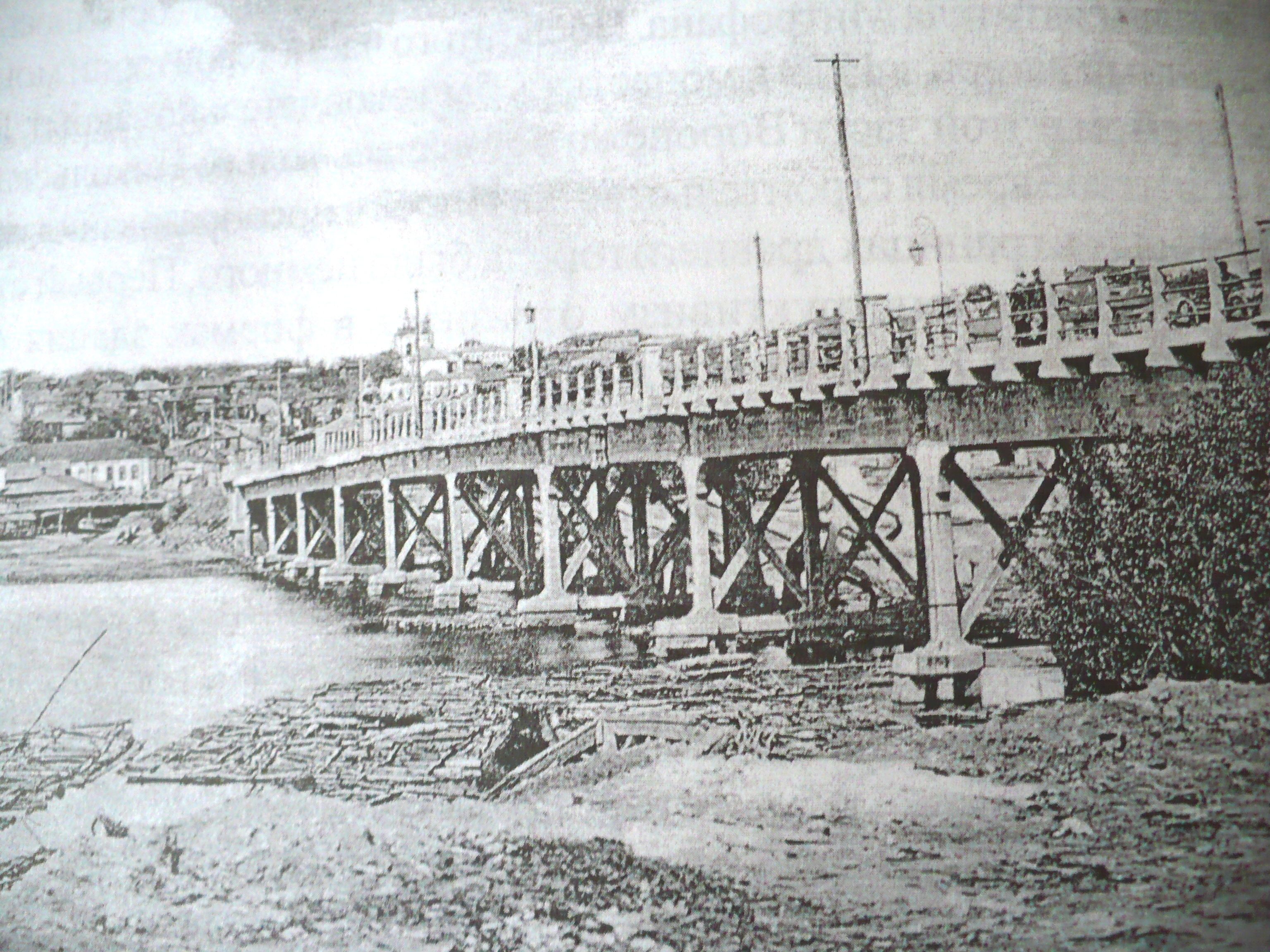
Чернавский мост в начале XX века
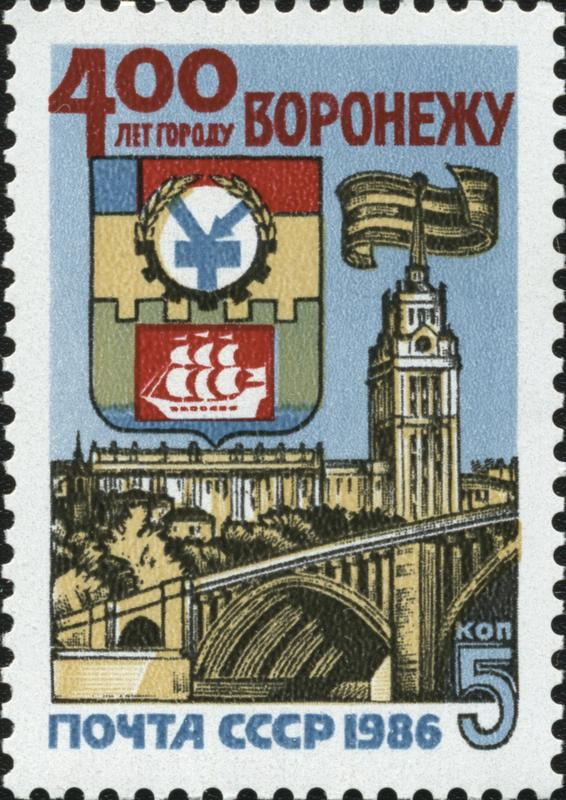
Марка с изображением Чернавского моста в 1986 году
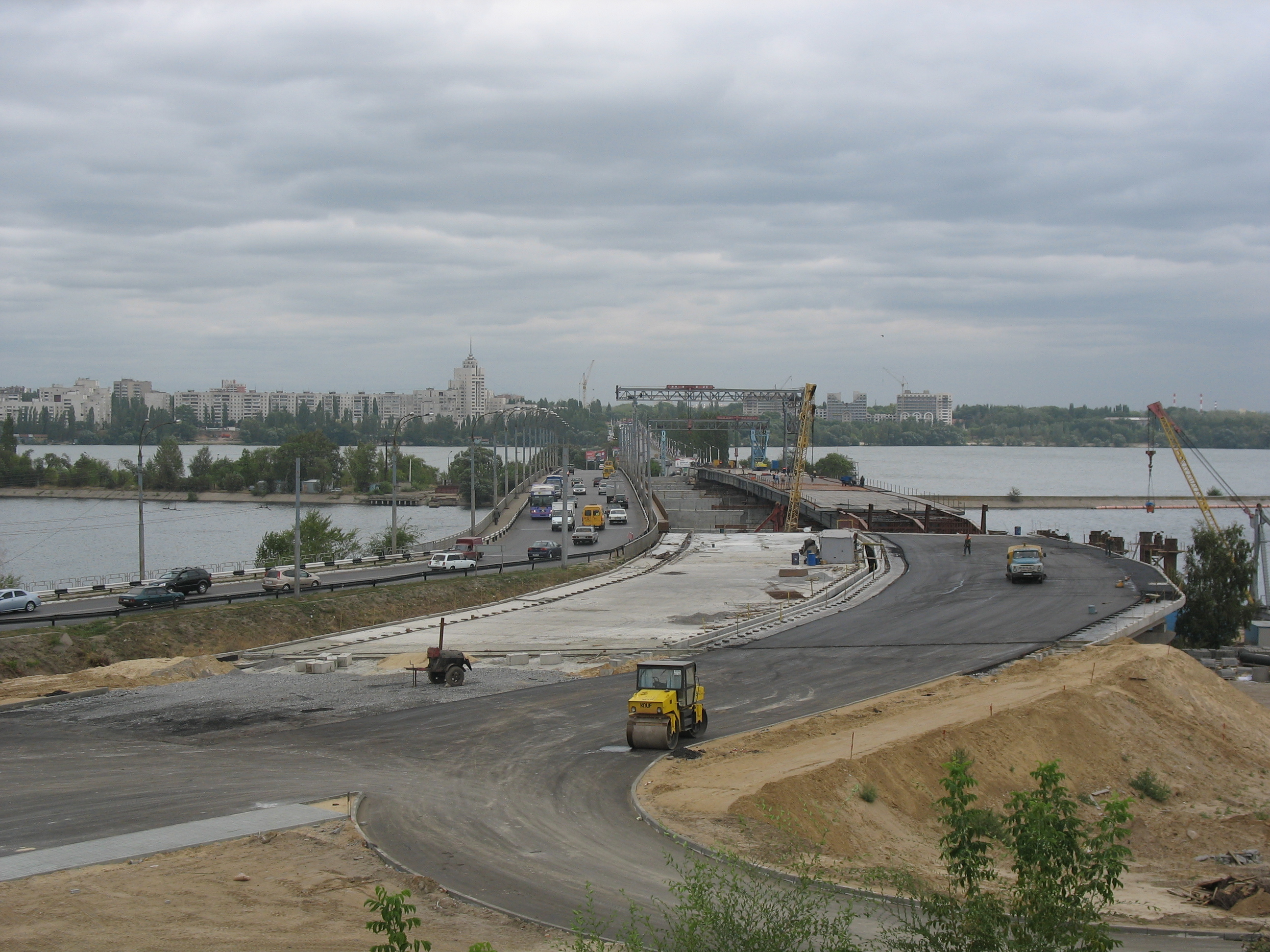
Строительство моста (август 2008),слева — временный мост, справа — строящийся
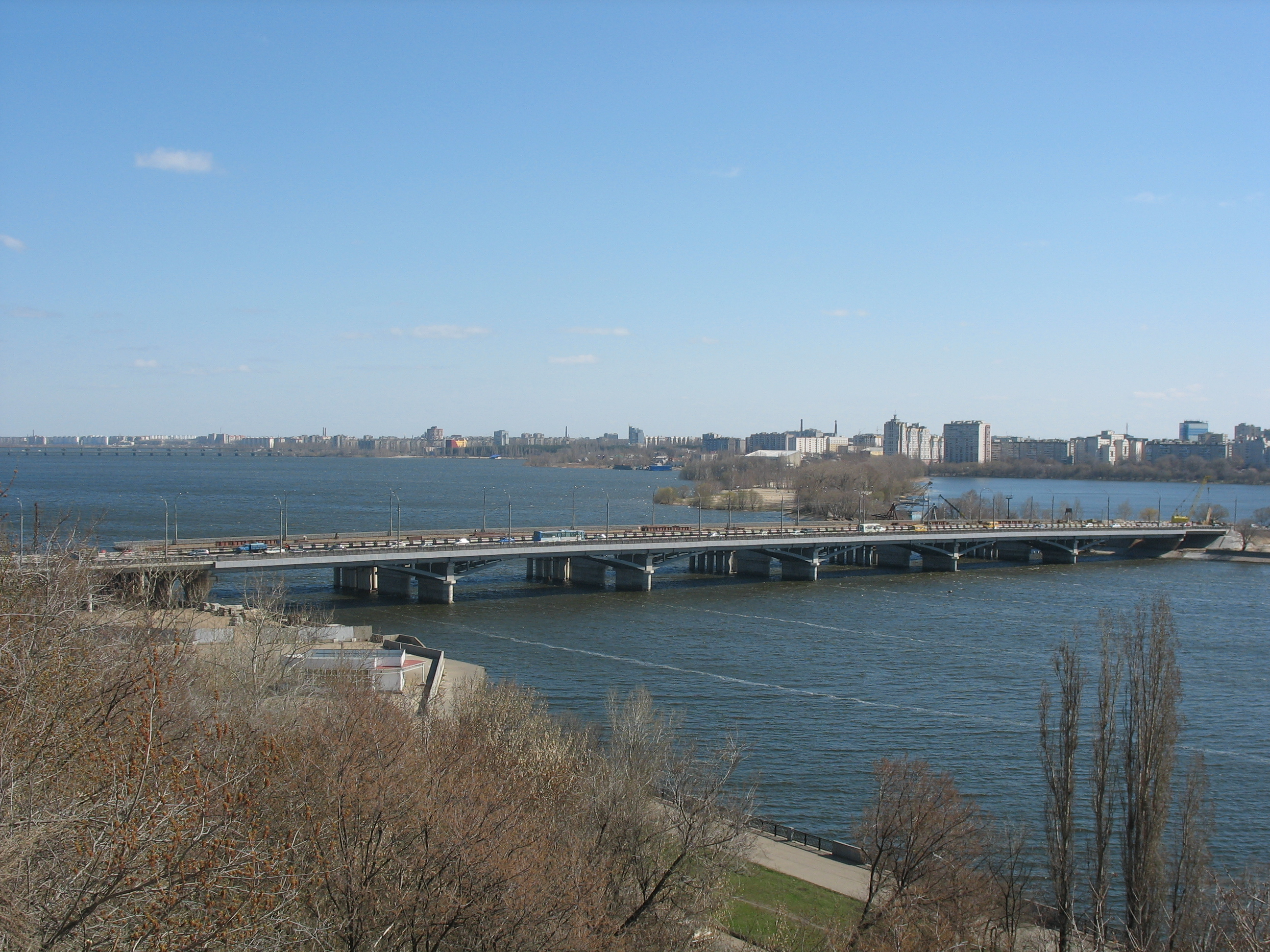
Вид на мост с переулка Детей